# Lacydoniidae
Lacydoniidae é uma família de poliquetas pertencente à ordem Phyllodocida.
Género:
- Lacydonia Marion, 1874